# Hans Oelrichs
Hans Oelrichs (* 1851; † 1902) war ein deutscher Marineoffizier der Kaiserlichen Marine, zuletzt Kapitän zur See.

## Leben
Hans Oelrichs besuchte von Ostern 1862 bis Ostern 1867 das Kaiser-Wilhelm-Gymnasium in Berlin. Am 26. April 1868 trat er in die Norddeutsche Marine ein und wurde am 14. Dezember 1875 Leutnant zur See. 1878 war er als Inspektionsoffizier an der Marine-Akademie und Marine-Schule in Kiel. 1883 war er als Kapitänleutnant auf der Marie.
Für den Indienststellungszeitraum vom 1. Mai 1889 bis 19. September 1889 war er als Korvettenkapitän (Beförderung am 20. April 1889) Kommandant der Zieten.
Von Oktober 1891 bis Ende August 1893 war er Kommandant der Schwalbe. Unter seinem Kommando begab sich die Schwalbe von Mahé nach Bombay und blieb dort bis Ende Januar 1892. Anschließend zwangen Unruhen im Gebiet um Moschi und dem Kilimandscharo zur Unterstützung der Kaiserlichen Schutztruppe, weswegen die Schwalbe Anfang 1892 vor Tanga kreuzte. Es folgten in 1892 infolge des britischen Protektorats des Sultanats Sansibar weitere Einsätze des Schiffes, welches im Mai 1893 nach Deutschland zurückkehrte. Mit der Außerdienststellung in Kiel wurde Oelrichs vom Kommando der Schwalbe entbunden.
Im Mai/Juni 1894 war er kurz Kommandant der Frithjof. Das Schiff übernahm er erneut für einen Indienststellungszeitraum für das Herbstmanöver im August und September 1895.
Nachdem die Gefion Ende Mai 1893 vom Stapel gelaufen war, wurde er für die Erprobungs- und Einfahrphase des Schiffes Kommandant. 1894 war er kurz mit der Wahrnehmung der Geschäfte als Chef des Stabes der Marinestation der Nordsee beauftragt. Im September 1894 übernahm er die Hildebrand. In dieser Position wurde er am 1. April 1895 zum Kapitän zur See befördert. Mit der zwischenzeitlichen Außerdienststellung im Juli 1895 gab er das Kommando ab. Unter seiner Führung wurden im September/Oktober 1894 die noch ausstehenden Probefahrten des Schiffs durchgeführt. Ende Juli 1895 war die Hildebrand mit drei anderen Küstenpanzerschiffen bei der Einweihungsfeier des Kaiser-Wilhelm-Kanals eingesetzt. Anschließend wurde er Kommandeur der II. Werft-Division.
Von Oktober 1897 bis März 1898 war er Kommandant der Stein. Mit der Stein führte er eine Winterübungsfahrt nach Westindien durch.
Bis Ende November 1894 war er u. a. mit dem Roten Adlerorden 4. Klasse, dem Ritter-Kreuz 1. Klasse des Königlich Schwedisch und Norwegischen Schwert-Ordens, der Großherrlich Türkischen Silberne Imtiaz-Medaille, dem Großherrlich Türkischen Osmanje-Orden III. Klasse und dem Sansibarischen Orden „Der strahlende Stern“ II. Klasse, 2. Stufe ausgezeichnet worden. Mitte Juli 1895 erhielt er das Ehren-Komturkreuz des Großherzoglich Oldenburgischen Haus- und Verdienstorden verliehen. Bis 1896 kam noch der Kronen-Orden 3. Klasse hinzu.
Oelrichs war Mitglied der Kaiserlichen Yacht-Clubs in Kiel.